# 班級
班級在狹義上講，是指在同一教室學習的一群學生；廣義上講，是指一組處在同一學習場所的學生組織，也包括班主任（Class teacher）以及所有任課教師。在不同地區涵義亦有差異。

## 中國大陸
在義務教育階段，學生大多集中於同一教室，學習相同的課程。班主任组织班级学生展开班级教学等各项活动。
陞入高中後，课程分为必修和選修課，一定程度上提高了学生的学习自主性。另一方面，高一也意味著為高二的文理分科作準備。在高二，可以選擇進入文科班或理科班。成績突出的學生還有機會進入文科或理科實驗班。
接受高等教育後，班級的概念會淡化。學生大部分時間可自主修學，只有在進行大型集體活動時才有可能強化組班的意識。
在班级组织方面，从小学开始，班长就成为班级委员会（班委会）的负责人，是班级中职务最高的班干部之一。在小学阶段，班委会与少先队的中队委员会（中队部）共同管理班级，班长和中队长负责班级的全面工作。班级中同时由班主任和少先队辅导员两名教师管理学生工作，而中队委员会除管理本班各小队长和少先队员外，还同时对上级少先队组织（例如学校大队委员会）负责。
自中学开始，班委会则与共青团的支部委员会（团支部）共同管理班级，班长和团支部书记负责班级的全面工作，一般由班主任指定或由全班学生/支部团员大会选举产生。
中国大陆的班委会往往设班长、副班长、学习委员、纪律委员、体育委员 、卫生委员、生活委员、劳动委员、文娱委员等职位，对应的团支部另设书记、组织委员、宣传委员等职位，负责具体班级事宜。班委会通常只对班级和班主任负责，而团支部除管理本班团员外，还同时对上级共青团组织（例如学校团委或年段团总支部）负责。

## 台灣
班级是現行台灣教育制度上的一種編制。各級學校會依據學生的年齡或學習程度，將學生分為若干組，各自獨立為一單位，以便教學。
班级组织方面，班长或班代表是学校班聯會成员之一，是班级中最高的学生干部，主要负责班级的全面工作。一般由教师指定或由全班学生选举产生。
现代学校的班级中常会举行“选举”，由班上同學選出班長、副班長、風紀股長、學藝股長、康樂股長、衛生股長等班幹部，由班長管理，班長由教師監督。班長管理班干部（例如風紀、衛生、學藝、總務等）及該班學生。

## 其他国家
在一些国家，如爱尔兰、印度、德国和过去的瑞典，班级（Class）还可以指代一个年段。如第一级（1st class）即4~5岁学生，第二级（2nd class）即6~7岁学生，第十二级（12th class）即17~18岁学生。